# Ed Thigpen
Edmund Leonard "Ed" Thigpen, född 28 december 1930 i Chicago, Illinois, död 13 januari 2010 i Hvidovre i Köpenhamn, var en amerikansk jazztrumslagare, kanske mest känd för sitt samarbete med Oscar Peterson Trio från 1959 till 1965. Thigpen var också medlem i Billy Taylor Trio 1956–59.

## Biografi
Thigpen föddes i Chicago men växte upp i Los Angeles där han studerade vid Thomas Jefferson High School, samma skola där också Art Farmer, Dexter Gordon och Chico Hamilton gick. Thigpens far, Ben Thigpen, var trumslagare och spelade med Andy Kirk i 16 år på 1930- och 40-talen.
Thigpen inledde sin professionella karriär i New York med Cootie Williams Orchestra 1951–52 på Savoy Ballroom. Under de åren spelade han med musiker som Dinah Washington, Gil Melle, Oscar Pettiford, Eddie Vinson, Paul Quinichette, Ernie Wilkins, Charlie Rouse, Lennie Tristano, Jutta Hipp, Johnny Hodges, Dorothy Ashby, Bud Powell och Billy Taylor.
1959 började hans samarbete med Oscar Peterson när han ersatte gitarristen Herb Ellis vid en spelning i Toronto. När han lämnat Peterson spelade han 1966 in sitt första album under eget namn, Out of the Storm. Senare turnerade han med Ella Fitzgerald från 1967 till 1972.
1974 flyttade Thigpen till Köpenhamn och slog sig samman med ett antal andra amerikanska jazzmusiker som under de senaste två decennierna slagit sig ner i den danska huvudstaden. Han arbetade med utvandrade landsmän som Kenny Drew, Ernie Wilkins, Thad Jones, och med ledande danska jazzmusiker som Svend Asmussen, Mads Vinding, Alex Riel och Niels-Henning Ørsted Pedersen. Han spelade också med ett antal andra framstående musiker på den tiden, t.ex. Clark Terry, Eddie "Lockjaw" Davis, Milt Jackson och Monty Alexander.
Ed Thigpen avled lugnt efter en kortare tids sjukdom i Köpenhamn den 13 januari 2010 och är begravd på Vestre Kirkegård.

## Diskografi

### Som ledare
- 1961 – Trio: Live from Chicago (Verve Records)
- 1966 – Out of the Storm (Verve Records)
- 1974 – Action-Re-Action
- 1990 – Young Men and Olds (Timeless Records)
- 1990 – Easy Flight (Stunt Records)
- 1992 – Mr. Taste (Justin Time Records)
- 1998 – It's Entertainment (Stunt Records)
- 2002 – Element of Swing (Stunt Records)
- 2004 – #1 (Stunt Records)

### Som “sideman”
med Dorothy Ashby Quartet:
- 1956 – The Jazz Harpist (Regent Records)

med Jutta Hipp
- 1956 – At the Hickory House Volume 1
- 1956 – At the Hickory House Volume 2
- 1956 – Jutta Hipp with Zoot Sims

med Gil Melle:
- 1956 – Patterns in Jazz (Blue Note)
- 1957 – Gil's Guests (Prestige)

med Billy Taylor:
- 1957 – My Fair Lady Loves Jazz (ABC Records)
- 1957 – The New Billy Taylor Trio (ABC Records)

med Paul Quinichette och Charlie Rouse:
- 1957 – The Chase Is On (Bethlehem Records)
- 1957 – When The Blues Comes On, Pt. 1&2 (Bethlehem Records)

med Eddie Vinson:
- 1957 – Cleanhead's Back in Town (Bethlehem Records)

med Oscar Pettiford:
- 1957 – Winner's Circle (Bethlehem Records)

med Oscar Peterson:
- 1958 – Oscar Peterson Plays "My Fair Lady" (Verve)
- 1958 – Sonny Stitt Sits In with the Oscar Peterson Trio (Verve)
- 1959 – A Jazz Portrait of Frank Sinatra (Verve)
- 1959 – The Jazz Soul of Oscar Peterson (Verve)
- 1959 – Oscar Peterson Plays the Duke Ellington Songbook (Verve)
- 1959 – Oscar Peterson Plays the George Gershwin Songbook (Verve)
- 1959 – Oscar Peterson Plays the Richard Rodgers Songbook (Verve)
- 1959 – Oscar Peterson Plays the Jerome Kern Songbook (Verve)
- 1959 – Oscar Peterson Plays the Cole Porter Songbook (Verve)
- 1959 – Oscar Peterson Plays the Harry Warren Songbook (Verve)
- 1959 – Oscar Peterson Plays the Irving Berlin Songbook (Verve)
- 1959 – Oscar Peterson Plays the Harold Arlen Songbook (Verve)
- 1959 – Oscar Peterson Plays the Jimmy McHugh Songbook (Verve)
- 1959 – Oscar Peterson Plays Porgy & Bess (Verve)
- 1959 – Swinging Brass with the Oscar Peterson Trio (Verve)
- 1959 – Ben Webster Meets Oscar Peterson (Verve)
- 1961 – Live from Chicago (Verve)
- 1962 – Night Train (Verve)
- 1964 – The Oscar Peterson Trio in Tokyo 1964 (Pablo Records)

med Teddy Charles:
- 1958 – Salute to Hamp (Bethlehem Records)

med Tony Ortega:
- 1958 – Jazz for Young Moderns (Bethlehem Records)

med Frank Minion:
- 1959 – The Soft Land of Make Believe (Bethlehem Records)

med Ella Fitzgerald:
- 1970 – Ella in Budapest, Hungary (Pablo Records)
- 1971 – Ella à Nice (Pablo Records)
- 1972 – Jazz at Santa Monica Civic '72 (Pablo Records)
- 1972 – Ella Loves Cole (Atlantic Records), reissued as "Dream Dancing (1978; Pablo Records)

med Horace Parlan
- 1973 – Arrival (SteepleChase Records)

med Svend Asmussen:
- 1978 – As Time Goes By (Sonet Records)
- 1984 – Svend Asmussen at Slukafter (Phontastic)

med Jack van Poll:
- 1988 – Cat's Groove (September Records)

med Oliver Jones:
- 1991 – A Class Act (Justin Time Records)

med John Lindberg, Albert Mangelsdorff & Eric Watson:
- 1994 – Quartet Afterstorm (Black Saint Records)

med Eric Watson and Mark Dresser:
- 2001 – Silent Hearts (Sunnyside Records)

med Andreas Pettersson:
- 2001 – Getting Close to You (Sittel)